# Божеполе-Шляхецьке
Божеполе-Шляхецьке (пол. Bożepole Szlacheckie) — село в Польщі, у гміні Стара Кішева Косьцерського повіту Поморського воєводства.
Населення — 96 осіб (2011).
У 1975-1998 роках село належало до Гданського воєводства.

## Демографія
Демографічна структура станом на 31 березня 2011 року:
|          | Загалом | Допрацездатний вік | Працездатний вік | Постпрацездатний вік |
| -------- | ------- | ------------------ | ---------------- | -------------------- |
| Чоловіки | 51      | 12                 | 34               | 5                    |
| Жінки    | 45      | 15                 | 21               | 9                    |
| Разом    | 96      | 27                 | 55               | 14                   |